# Altée
Altée est un religieux, évêque d'Autun au IXe siècle.

## Biographie
Il fut consacré évêque au plus tard en 843, car en juillet de cette année, il remit au roi Charles II le Chauve une charte en faveur de l'église Saint-Nazaire d'Autun. Bien que son existence soit certaine, aucune autre information n'est connue de lui.